# Шкала Глисона

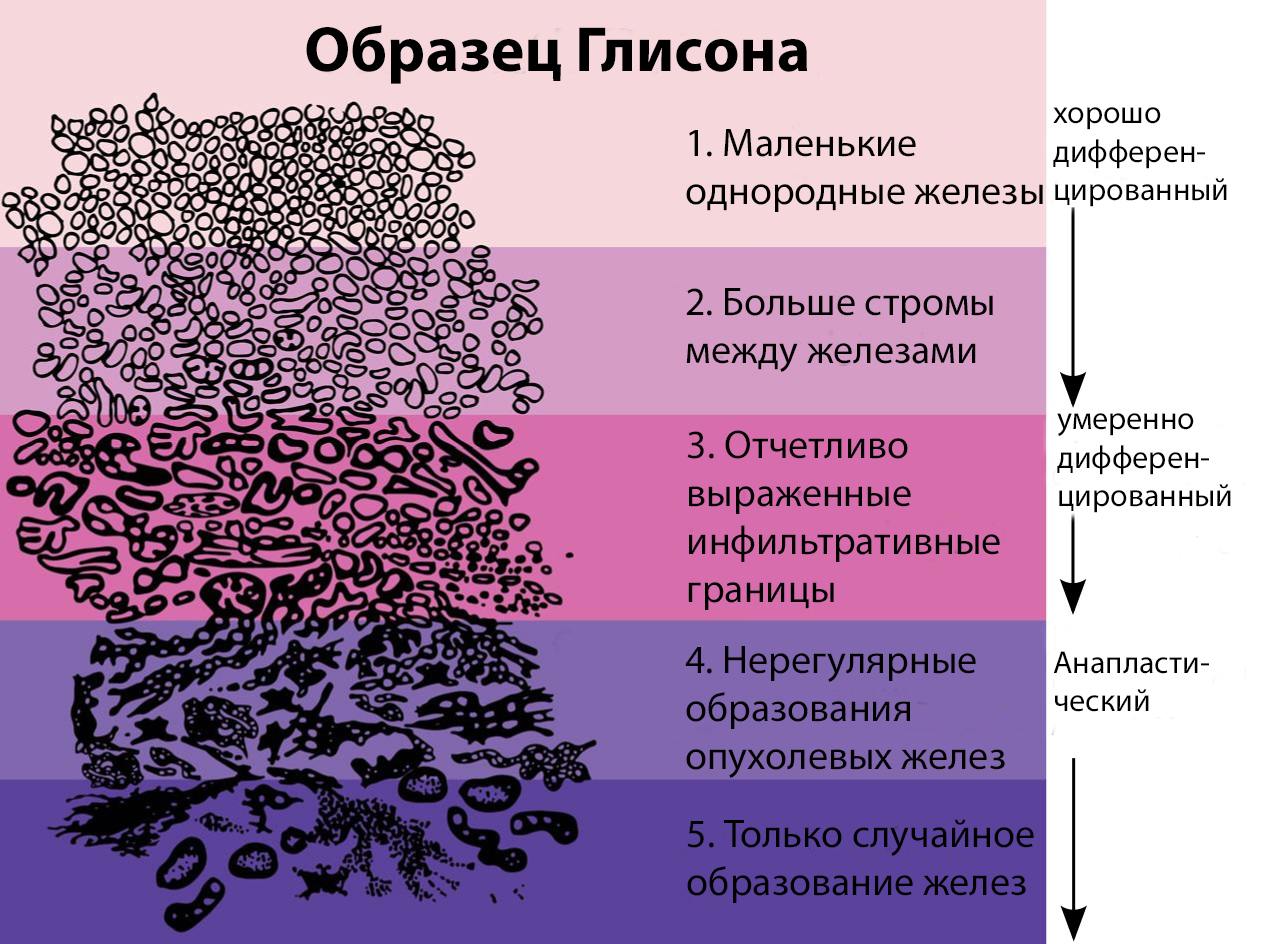
Высокие значения шкалы Глисона соответствуют ослабленной дифференциации опухолевой ткани

Шкала Глисона (сумма Глисона) используется для гистологической оценки дифференцировки рака простаты (малые значения шкалы соответствуют высокодифференцированным формам, а высокие — низкодифференцированным). Высокие значения по шкале Глисона связывают с плохим прогнозом исхода заболевания.

## Процедура оценки
Осуществляется биопсия простаты, затем два наиболее характерных участка биоптата оцениваются по пятибалльной шкале. Один балл означает наиболее высокую степень дифференцировки, а 5 — низкую. Полученная в результате сложения этих оценок «сумма Глисона» варьирует от 2 (1+1) до 10 (5+5) баллов.
Более высокие цифры указывают на больший риск и более высокую смертность. Система широко принята и используется для принятия клинических решений, даже несмотря на то, что некоторые биомаркеры, такие как экспрессия ACP1, могут иметь более высокую прогностическую ценность для будущего течения заболевания. 

## Значение
Низкодифференцированные опухоли (то есть имеющие высокую оценку по шкале Глисона) как правило более агрессивны (быстрее распространяются и метастазируют), однако лучше поддаются химиотерапии и лучевой терапии, чем высокодифференцированные. Совместно с другими методами оценки, шкала Глисона помогает классифицировать карциному простаты, оценивать прогноз и подбирать оптимальную терапию.

## История
Система подсчёта Глисона получила своё название от Дональда Глисона, патологоанатома из больницы по делам ветеранов Миннеаполиса, который разработал её вместе с коллегами из этого учреждения в 1966 году. Классификация была уточнена в 1974 году.
В 2005 году Международное общество урологической патологии изменило систему Глисона, уточнив критерии и изменив приписывание определенных паттернов. Эта «модифицированная шкала Глисона» имеет более высокую эффективность, чем исходная, и в настоящее время считается стандартной при урологической патологии. 